# Callistosporium purpureomarginatum
Callistosporium purpureomarginatum är en svampart som beskrevs av Fatto & Bessette 1996. Callistosporium purpureomarginatum ingår i släktet Callistosporium och familjen Tricholomataceae.   Inga underarter finns listade i Catalogue of Life.

## Bildgalleri

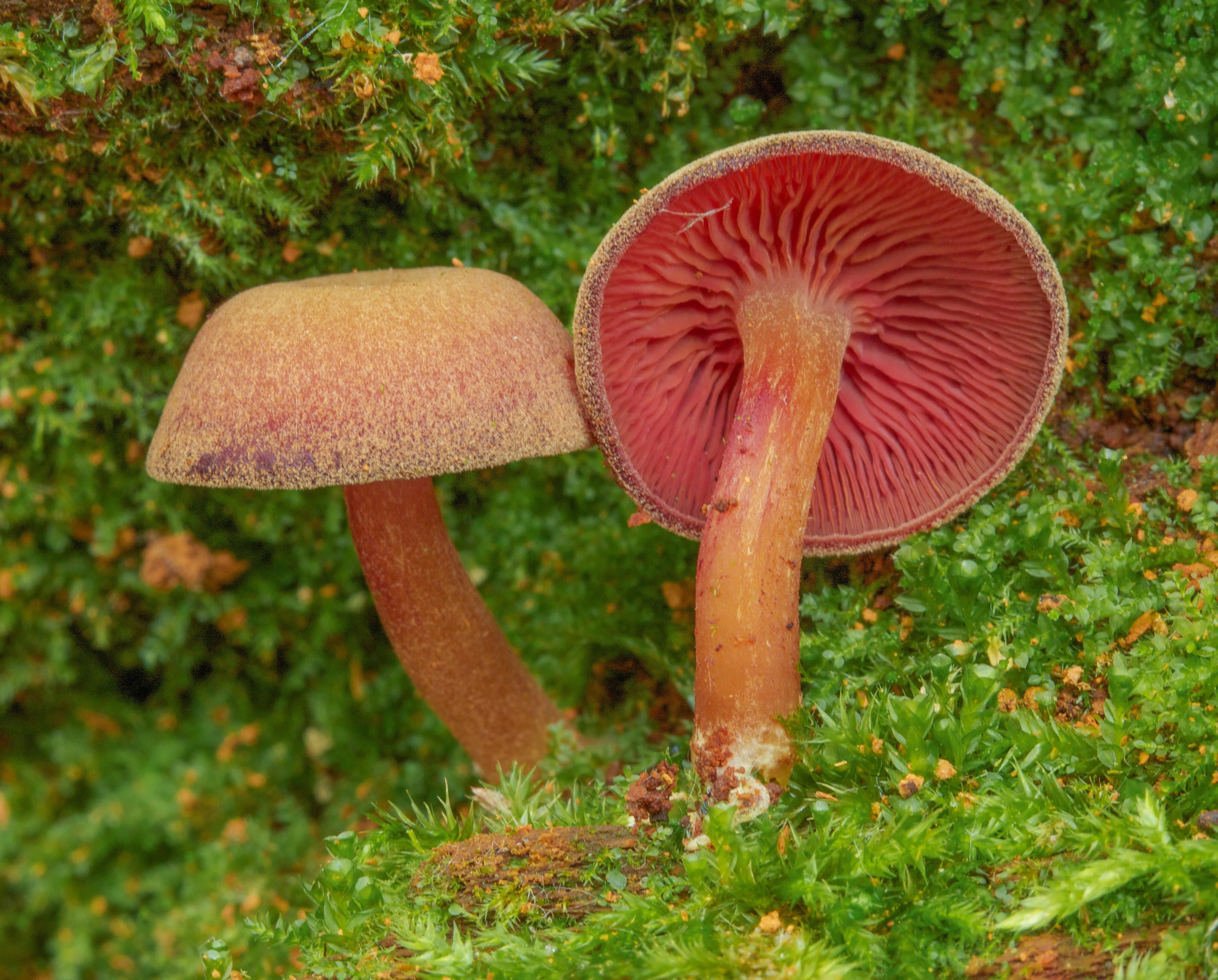